# Бондаренко, Александр Андреевич
Александр Андреевич Бондаренко (11 сентября 1954) — советский футболист, нападающий.

## Биография
В соревнованиях мастеров дебютировал в 1975 году в составе фрунзенской «Алги» в первой лиге, сыграв за сезон 19 матчей и забив один гол, его команда в том сезоне финишировала в зоне вылета. Затем в течение трёх лет футболист не выступал в соревнованиях мастеров.
В 1979 году вернулся в «Алгу», которая в том сезоне снова была аутсайдером первой лиги. В составе сборной Киргизской ССР принимал участие в футбольном турнире Спартакиады народов СССР 1979 года. С 1980 года со своим клубом играл во второй лиге, был лидером нападения команды и неоднократно забивал более 10 голов за сезон. В 1983 году стал автором 26 голов. Всего за время выступлений в «Алге» сыграл около 300 матчей и забил 99 (по другим данным — 100) голов. Занимает второе место в списке бомбардиров «Алги» советского периода, уступая только Алмазу Чокморову (116).
В конце карьеры провёл один сезон в ошском «Алае», игравшем во второй лиге.
Дальнейшая судьба неизвестна.